# Villarino Tras la Sierra
Villarino Tras la Sierra (en asturleonés: Villarinu tres la Sierra) es una localidad española del municipio de Trabazos, en la provincia de Zamora y la comunidad autónoma de Castilla y León.

## Etimología
Villar y sus variantes (Villares, Villarino o Villarejo) es uno de los topónimos más abundantes en la provincia, tanto de la toponimia mayor (Villar de Fallaves, Villar de Farfón, Villar de los Pisones, Villar del Buey, Villaralbo, Villardeciervos, Villardiegua de la Ribera, Villardondiego, Villarejo de la Sierra, Villarino de Cebal, Villarino de Manzanas, Villarino de Sanabria), como de la toponimia menor. Son topónimos que proceden del «villare» latino que a su vez deriva de «villa», palabra que primitivamente significó explotación agraria, luego aldea, más tarde, ya en la última época romana y en los principios de la Alta Edad Media pequeña ciudad con municipio. El derivado «villare» es, al principio, una explotación desgajada del fundo primitivo que más tarde fue fundo y que en ocasiones terminó siendo una aldea, y en otras incluso una villa. Es decir, «villare» y por tanto villar, se refiere a una localidad más pequeña que el núcleo de población designado por villa, por lo que, en general, los «villare» son más pequeñas y de menor categoría histórica y administrativa que los núcleos de población conocidos por un topónimo compuesto cuyo primer elemento es villa o villas. Además los topónimos villa se suelen deber a la repoblación cristiana de los siglos X, XI y XII, pues villa parece haber sido el apelativo con el significado de población, villa, aldea, etc. preferido por los repobladores medievales, mientras que los llamados villar, villares, villarejo o villarino proceden directamente asentamientos de época romana, como atestiguan los abundantes restos romanos que suelen ofrecer, sobre todo cerámica y tégulas.

## Geografía
Villarino Tras la Sierra se encuentra al oeste de Zamora y muy próximo a Portugal, separado unos 4 km de la localidad portuguesa más cercana, Vale de Frades, comunicadas ambas por una carretera nacional de reciente construcción. Siempre ha tenido buenas relaciones con sus vecinos portugueses, así como con Latedo, San Mamed y Santa Ana, vecinos comarcales. Debe su nombre a su situación geográfica, enmarcado en un enclave único en la terminación de la sierra de Casica.
Sus paisajes y fauna autóctona son el principal atractivo del pueblo. Muy cerca de Vale de Frades se encuentra la puonte visigótica sobre el río Manzanas, al cual va a desembocar la Ribera, pequeño arroyo que discurre cercano a Villarino Tras la Sierra.
Ha visto muy mermada su población con el paso de los años, y esta únicamente crece en periodos vacacionales, con el regreso de las familias que marcharon a buscar trabajo, sobre todo a Suiza. De hecho, habitualmente, es mayor el número de cabezas de ganado que el de habitantes.

## Historia
En la Edad Media, tras el nacimiento del Reino de León en el año 910, el término de Villarino Tras la Sierra quedó integrado en el mismo, hecho que no evitó la existencia de cierto conflicto entre los reinos leonés y portugués en los siglos XII y XIII por el control de esta zona de la frontera.
Ya en la Edad Contemporánea, con la creación de las actuales provincias en 1833, Villarino, aún como municipio independiente, fue adscrito a la provincia de Zamora y la Región Leonesa, quedando integrado con la creación de los partidos judiciales en abril de 1834 en el de Alcañices.
Ya en el siglo XX, el 16 de octubre de 1929, Villarino Tras la Sierra perdió la condición de municipio, pasando a integrarse en el de Trabazos. Finalmente, con la supresión del partido de Alcañices en 1983, Villarino fue integrado en el partido judicial de Zamora.

## Geografía humana

### Demografía
| Gráfica de evolución demográfica de Villarino Tras la Sierra entre 1842 y 1920 |
| |
| Población de derecho según los censos de población del INE Población de hecho según los censos de población del INEEntre el censo de 1857 y el anterior, crece el término del municipio porque incorpora a 495067 (Latedo), 495120 (San Mamed) y 495131 (Santanas) Entre el censo de 1930 y el anterior, este municipio desaparece porque se integra en el municipio 49223 (Trabazos) |

### Economía

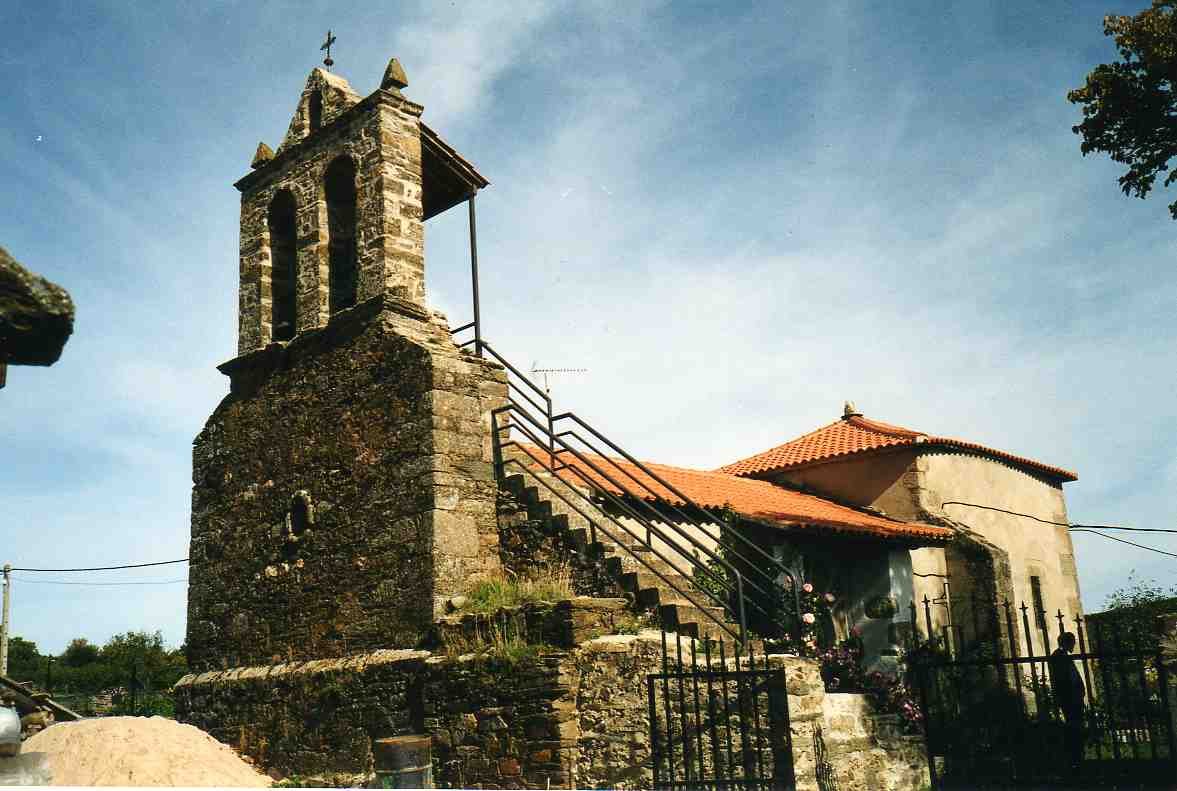
Iglesia de Santa María.

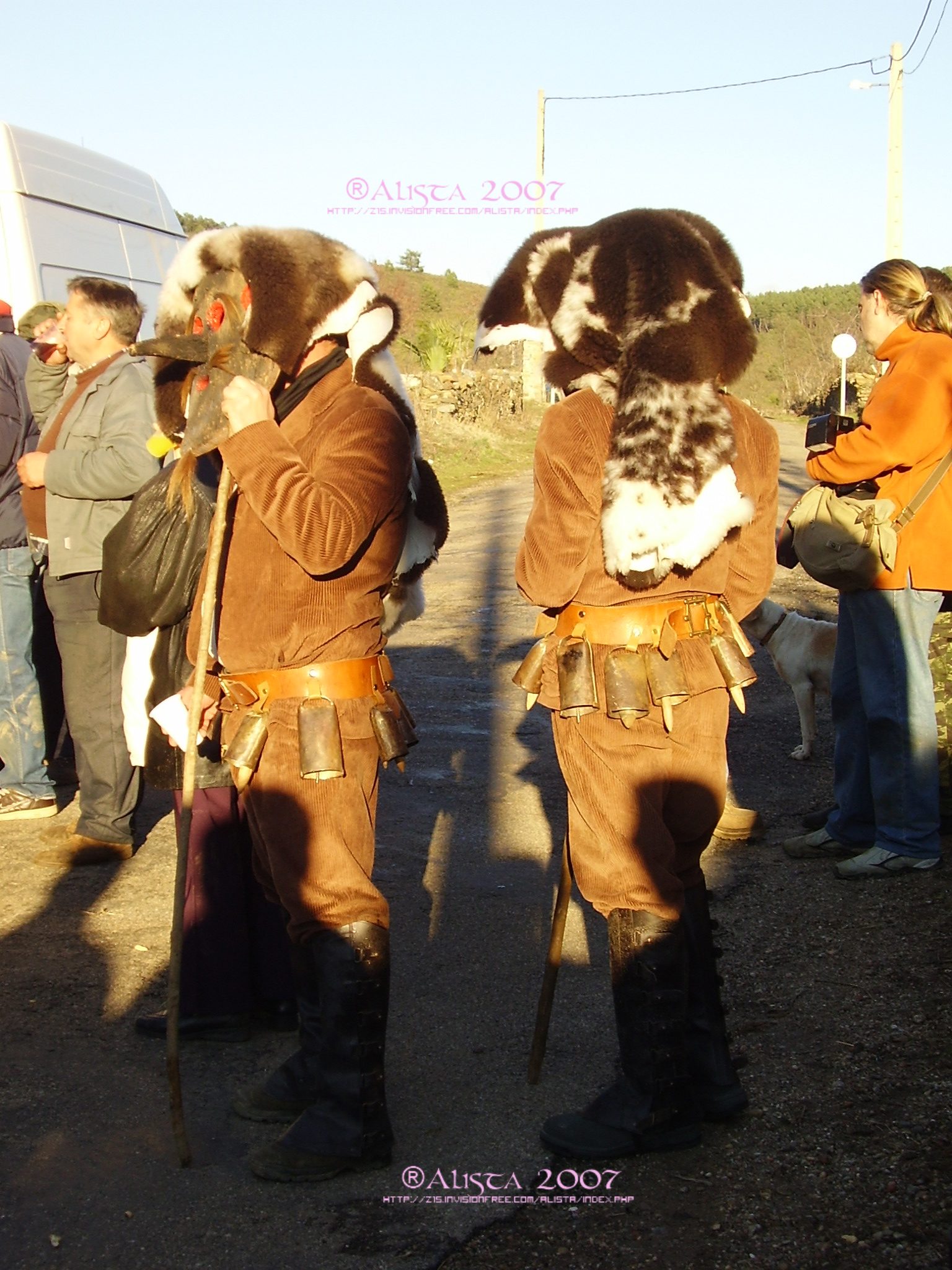
El Pajarico, acompañante del Caballico.

En Villarino tras la Sierra se encuentra la única ganadería alistana dedicada a la cría y explotación de la raza autóctona alistano-sanabresa regentada por Jesús Manuel Peña Díez. Las reses de dicha raza se caracterizan por su color oscuro casi negro en el manto y amarronado en los ijares, cornamenta larga y abierta y "flequillo" entre ambos cuernos.
La otra explotación importante del pueblo se dedica al ganado ovino.

## Monumentos
- Iglesia de Santa María, de 1799 (fecha grabada en la piedra), posteriormente modificada.
- Yacimientos protohistóricos.

## Fiestas
- San Ciriaco, patrón del pueblo (8 de agosto).
- Virgen de las Candelas, patrona del pueblo (2 de febrero).
- El Caballico, festividad local (26 de diciembre). El personaje del Caballico embadurna su rabo en barro y azota a la gente, mientras el otro personaje del festejo, el Pajarico, recauda dinero. Las máscaras características de ambos personajes asemejan a demonios, y están realizadas en madera. Hace un par de años el pueblo participó en un certamen internacional de máscaras tradicionales.